# Buchanania obovata
Buchanania obovata är en sumakväxtart som beskrevs av Adolf Engler. Buchanania obovata ingår i släktet Buchanania och familjen sumakväxter. Inga underarter finns listade i Catalogue of Life.